# Internationale Eislaufunion
Die Internationale Eislaufunion (engl. International Skating Union, kurz ISU) ist der internationale Dachverband für Eisschnelllauf und Eiskunstlauf. Die ISU wurde 1892 im niederländischen Scheveningen gegründet und ist die älteste Wintersportföderation. Ihr Sitz ist derzeit in Lausanne in der Schweiz.

## Geschichte
Während der zweiten Hälfte des 19. Jahrhunderts wurden Wettkämpfe im Eisschnelllauf und im Eiskunstlauf gelegentlich in verschiedenen Teilen der Welt organisiert. Mit dem Erscheinen von internationalen Wettkämpfen sowohl im Eisschnelllauf als auch im Eiskunstlauf sowie durch die Gründung von Eislaufvereinen und nationalen Verbänden wurde es erforderlich, internationale Standards und Regeln zu erarbeiten. Im Juli 1892 berief der niederländische Eislaufverein eine Versammlung für alle an internationalen Eislaufwettkämpfen interessierten Länder ein. Es folgte der Kongress in Scheveningen, in dessen Verlauf die ISU gegründet wurde.

## Zeittafel
| Jahr    | Ereignis | Ort                              | Anmerkung                                                              |
| ------- | --- | -------------------------------- | ---------------------------------------------------------------------- |
| 1889    | Austragung der ersten Eisschnelllauf-Weltmeisterschaft | Amsterdam                        | nur Männer                                                             |
| 1891    | Austragung der ersten Eisschnelllauf-Europameisterschaft und Eiskunstlauf-Europameisterschaft, letztere ausgerichtet vom Österreichischen und Deutschen Eissport-Verband                 | Hamburg                          | nur Männer                                                             |
| 1893    | Die Europameisterschaft im Eisschnelllauf und Eiskunstlauf | Berlin                           |                                                                        |
| 1896    | Die erste Eiskunstlauf-Weltmeisterschaft | Sankt Petersburg                 | nur Männer                                                             |
| 1897    | Die erste Eisschnelllauf-Weltmeisterschaft außerhalb Europas | Montreal                         | nur Männer                                                             |
| 1906    | Die erste ISU Eiskunstlaufmeisterschaft für Damen | Davos                            |                                                                        |
| 1908    | Die erste ISU Eiskunstlaufmeisterschaft im Paarlaufen | Sankt Petersburg                 |                                                                        |
| 1908    | Eiskunstlaufen (einschließlich Einzelläufe der Damen und Herren, Paarlaufen und Spezialfiguren) war der erste Wintersport, der in das Programm der Olympischen Spiele aufgenommen wurde. | London                           | 1908 im Programm der Olympischen Sommerspiele                          |
| 1924    | Eisschnelllauf und Eiskunstlauf gehören zum Programm der ersten Olympischen Winterspiele.                                                                                                | Chamonix                         |                                                                        |
| 1924    | Erste Eiskunstlauf-Weltmeisterschaft der Frauen und die erste im Paarlauf |                                  |                                                                        |
| 1930    | Erste Eiskunstlauf-Weltmeisterschaft außerhalb Europas (Damen- und Männereinzel, Paarlauf)                                                                                               | New York City                    |                                                                        |
| 1936    | Ersten Eisschnelllauf-Weltmeisterschaft für Frauen | Stockholm                        |                                                                        |
| 1952    | Eistanzen wurde in die ISU-Eiskunstlaufmeisterschaften integriert. | Paris                            |                                                                        |
| 1970    | Erste Eisschnelllauf-Sprintmeisterschaft für Männer und Frauen | West Allis                       | Die ISU-Meisterschaft wurde nachträglich zur Weltmeisterschaft erklärt |
| 1976    | Eistanz wurde in das offizielle Programm der Olympischen Winterspiele aufgenommen | Innsbruck                        |                                                                        |
| 1985/86 | Erster Eisschnelllauf-Weltcup ausgerichtet | Neun Stationen in sieben Ländern | Einzelstrecken-Weltcup                                                 |
| 1995/96 | Einführung des Eiskunstlauf-Grand Prix |                                  |                                                                        |
| 1996    | Erste Eisschnelllauf-Einzelstreckenweltmeisterschaften | Nagano                           |                                                                        |
| 1999    | Erste Vier-Kontinente-Meisterschaften im Eiskunstlauf | Halifax                          | Afrika, Amerika, Asien, Australien (mit Ozeanien)                      |
| 2000    | Erste Weltmeisterschaft im Synchroneiskunstlauf | Minneapolis                      |                                                                        |
| 2006    | Die Eisschnelllauf-Disziplin Team-Verfolgung wurde in das Programm der Olympischen Winterspiele aufgenommen                                                                              | Turin                            |                                                                        |
| 2014    | Erstmals wurde bei Olympischen Winterspielen ein Eiskunstlauf-Teamwettbewerb ausgetragen                                                                                                 | Sotschi                          |                                                                        |

## Wettbewerbe
Die ISU führt Wettbewerbe in den Disziplinen Eiskunstlauf, Synchroneiskunstlauf, Eisschnelllauf (Longtrack) und Shorttrack durch.

### Eiskunstlauf
- Weltmeisterschaften
- Juniorenweltmeisterschaften
- Europameisterschaften
- Vier-Kontinente-Meisterschaften
- Grand-Prix-Serie
- Junioren-Grand-Prix-Serie
- ISU-Challenger-Serie
- World Team Trophy

### Synchroneiskunstlauf
- Weltmeisterschaften
- Juniorenweltmeisterschaften
- Junioren World Challenge Cup

### Eisschnelllauf
- Sprintweltmeisterschaft
- Einzelstreckenweltmeisterschaften
- Mehrkampfweltmeisterschaft
- Europameisterschaften
- Juniorenweltmeisterschaften
- Weltcup
- Juniorenweltcup

### Shorttrack
- Weltmeisterschaften
- Juniorenweltmeisterschaften
- Europameisterschaften
- Weltcup

## Präsidenten
- 1892–1895  Pim Mulier
- 1895–1925  Viktor Balck
- 1925–1937  Ulrich Salchow
- 1937–1945  Gerrit W. A. van Laer
- 1945–1953  Herbert J. Clarke
- 1953–1967  James Koch
- 1967–1967  Ernst Labin
- 1967–1980  Jacques Favart
- 1980–1994  Olaf Poulsen
- 1994–2016  Ottavio Cinquanta
- seit 2016  Jan Dijkema

## Mitgliedsverbände
Der ISU gehören folgende Mitgliedsverbände an:
| Land                         | Verband                                                                                  | Beitrittsjahr |
| ---------------------------- | ---------------------------------------------------------------------------------------- | ------------- |
| Andorra                      | Federació Andorrana d’Esports de Gel                                                     | 1995          |
| Argentinien                  | Federacion Argentina De Patinaje Sobre Hielo                                             | 2004          |
| Argentinien                  | Union Argentina de Patinadores                                                           | 2006          |
| Armenien                     | Figure Skating Federation Of Armenia                                                     | 1994          |
| Aserbaidschan                | The Skating Federation Of Azerbaijan Republic                                            | 1995          |
| Australien                   | Ice Skating Australia Incorporated                                                       | 1932          |
| Australien                   | Australian Ice Racing Inc.                                                               | 1957          |
| Belgien                      | Koninklijke Belgische Kunstschaatsen Federatie                                           | 1979          |
| Belgien                      | Koninklijke Belgische Snelschaatsfederatie                                               | 1979          |
| Bosnien und Herzegowina      | Savez Klizackih Sportova Bosne I Hercegovine                                             | 1994          |
| Brasilien                    | Confederacao Brasileira De Desportos No Gelo                                             | 2002          |
| Bulgarien                    | Bulgarian Skating Federation (БЪЛГАРСКА ФЕДЕРАЦИЯ ПО КЪНКИ)                              | 1967          |
| Chile                        | Chilean National Figure Skating Federation                                               | 2019          |
| Volksrepublik China          | Chinese Skating Association (中国滑冰协会)                                               | 1956          |
| Volksrepublik China          | Chinese Figure Skating Association (中国花样滑冰协会)                                    | 1956          |
| Chinesisch Taipeh            | Chinese Taipei Skating Union                                                             | 1983          |
| Dänemark                     | Dansk Skøjte Union                                                                       | 1913          |
| Deutschland                  | Deutsche Eislauf-Union                                                                   | 1950          |
| Deutschland                  | Deutsche Eisschnelllauf- und Shorttrack-Gemeinschaft                                     | 1950          |
| Estland                      | Eesti Uisuliit                                                                           | 1928          |
| Finnland                     | Suomen Taitoluisteluliitto                                                               | 1960          |
| Finnland                     | Suomen Luisteluliitto                                                                    | 1908          |
| Frankreich                   | Fédération Française des Sports de Glace                                                 | 1908          |
| Georgien                     | Georgian Figure Skating Federation                                                       | 1992          |
| Griechenland                 | Hellenic Winter Sports Federation (Ελληνική Ομοσπονδία Xειμερινών Αθλημάτων)             | 2015          |
| Hongkong                     | Hong Kong Skating Union Limited                                                          | 1983          |
| Indien                       | Ice Skating Association of India                                                         | 2003          |
| Indonesien                   | Federasi Ice Skating Indonesia                                                           | 2013          |
| Irland                       | Ice Skating Association of Ireland                                                       | 2008          |
| Island                       | Skautasamband Íslands                                                                    | 2000          |
| Israel                       | Israel Ice Skating Federation                                                            | 1992          |
| Italien                      | Federazione Italiana Sport Del Ghiaccio                                                  | 1927          |
| Japan                        | Japan Skating Federation (公益財団法人 日本スケート連盟)                                 | 1926          |
| Kambodscha                   | Cambodia Ice Skating Federation                                                          | 2017          |
| Kanada                       | Skate Canada                                                                             | 1947          |
| Kanada                       | Speed Skating Canada                                                                     | 1894          |
| Kasachstan                   | National Skating Federation of the Republic of Kazakhstan                                | 1992          |
| Katar                        | Qatar Skating Federation                                                                 | 2014          |
| Kirgisistan                  | Skating Federation of the Kyrgyz Republic (Каток Городской)                              | 2014          |
| Kolumbien                    | Federación Colombiana de Patinaje                                                        | 2015          |
| Nordkorea                    | Skating Association of the Democratic People's Republic of Korea                         | 1957          |
| Südkorea                     | Korea Skating Union (대한빙상경기연맹)                                                   | 1948          |
| Kroatien                     | Hrvatski klizački savez                                                                  | 1992          |
| Lettland                     | Latvijas Slidošanas Asociācija                                                           | 1926          |
| Liechtenstein                | Liechtensteiner Eislauf Verband                                                          | 2014          |
| Litauen                      | Lithuanian Skating Federation                                                            | 1980          |
| Litauen                      | Lithuanian Speed Skating Association                                                     | 1980          |
| Luxemburg                    | Union Luxembourgeoise de Patinage                                                        | 1971          |
| Luxemburg                    | Union Luxembourgeoise de Patinage de Vitesse                                             | 1996          |
| Malaysia                     | Ice Skating Association of Malaysia                                                      | 2009          |
| Mexiko                       | Federacion Mexicana de Patinaje Sobre Hielo y Deportes de Invierno                       | 1987          |
| Moldau                       | Figure Skating Federation of the Republic of Moldova                                     | 2014          |
| Monaco                       | Federation Monegasque De Patinage                                                        | 2003          |
| Mongolei                     | Skating Union of Mongolia                                                                | 1960          |
| Marokko                      | Association of Moroccan Ice Sports                                                       | 2011          |
| Neuseeland                   | New Zealand Ice Figure Skating Association Inc.                                          | 1964          |
| Neuseeland                   | Ice Speed Skating New Zealand                                                            | 1983          |
| Niederlande                  | Koninklijke Nederlandsche Schaatsenrijders Bond                                          | 1892          |
| Nordmazedonien               | Skating Federation of Macedonia (Федерација за Лизгачки Спортови на Македl)              | 2017          |
| Norwegen                     | Norges Skøyteforbund                                                                     | 1894          |
| Österreich                   | Österreichischer Eisschnelllaufverband                                                   | 1995          |
| Österreich                   | Österreichischer Eiskunstlaufverband                                                     | 1995          |
| Peru                         | Peruvian Ice Skating Federation                                                          | 2019          |
| Philippinen                  | Philippine Skating Union                                                                 | 2004          |
| Polen                        | Polish Figure Skating Association                                                        | 1987          |
| Polen                        | Polski Związek Łyżwiarstwa Szybkiego                                                     | 1925          |
| Rumänien                     | Romanian Skating Federation                                                              | 1933          |
| Russland                     | The Figure Skating Federation of Russia (Федерация фигурного катания на коньках России)  | 1991          |
| Russland                     | Russian Skating Union (Главная страница сайта)                                           | 1991          |
| Schweden                     | Stockholms Allmänna Skridskoklubb                                                        | 1892          |
| Schweden                     | Svenska Konståkningsförbundet                                                            | 1946          |
| Schweden                     | Svenska Skridskoförbundet                                                                | 1905          |
| Schweiz                      | Schweizer Eislauf-Verband                                                                | 1911          |
| Schweiz                      | Internationaler Schlittschuhclub Davos                                                   | 1896          |
| Serbien                      | Serbian Skating Association (Клизачки савез Србијe)                                      | 2006          |
| Singapur                     | Singapore Ice Skating Association                                                        | 2008          |
| Slowakei                     | Slovenský krasokorčuliarsky zväz                                                         | 1993          |
| Slowakei                     | Slovenský Rýchlokorčuliarsky Zväz                                                        | 1998          |
| Slowenien                    | Zveza drsalnih športov Slovenije                                                         | 1992          |
| Spanien                      | Federación Española de Deportes de Hielo                                                 | 1956          |
| Südafrika                    | South African Figure Skating Association                                                 | 1938          |
| Südafrika                    | South African Speed Skating Association                                                  | 1938          |
| Thailand                     | Figure and Speed Skating Association of Thailand                                         | 1988          |
| Tschechien                   | Česky krasobruslařský svaz                                                               | 1923          |
| Tschechien                   | Česky svaz rychlobrusleni                                                                | 1991          |
| Türkei                       | Türkiye Buz Pateni Federasyonu                                                           | 1990          |
| Ukraine                      | Ukrainian Figure Skating Federation (Українська федерація фігурного катання на ковзанах) | 1992          |
| Ukraine                      | Ukrainian Speed Skating Federation (Федерація ковзанярського спорту України)             | 1992          |
| Ungarn                       | Magyar Országos Korcsolyázó Szövetség                                                    | 1908          |
| Usbekistan                   | Winter Sports Association of Uzbekistan                                                  | 1992          |
| Vereinigte Arabische Emirate | United Arab Emirates Ice Sports Federation                                               | 2013          |
| Vereinigte Staaten           | The United States Figure Skating Association                                             | 1923          |
| Vereinigte Staaten           | U.S. Speedskating                                                                        | 1965          |
| Vereinigtes Königreich       | National Ice Skating Association of UK                                                   | 1892          |
| Vietnam                      | Skating Federation of Vietnam (Liên đoàn Trượt băng Việt Nam)                            | 2019          |
| Belarus                      | Skating Union of Belarus                                                                 | 1992          |
| Zypern                       | Cyprus Skating Federation                                                                | 1995          |